# Collage (banda italiana)
Collage é uma banda italiana de sucesso especialmente no final dos anos 70 e anos 80, graças à sua participação no Festival de Sanremo.

## Carreira
A banda iniciou a carreira na região da Sardenha e lançaram seu primeiro disco em 1975 pela Erre Records, mas este passou despercebido.
Em seguida,  conseguem umm contrato com a gravadora Harmony, propriedade de Walter Guertler, e em 1976 são premiados no Festival di Castrocaro com a canção “Due ragazzi nel sole”, sendo um grande sucesso na Itália.
No ano seguinte, conseguem o segundo lugar no Festival di Sanremo  com  a canção “Tu mi rubi l'anima”.
Em 1978 lançam o álbum “Sole rosso”, e em 1979, participam novamente do Festival  di San Remo con "La gente parla", escrito por Claudio Daiano. Em 1980 fazem sucesso com a canção "Donna musica".
Participam do Festival mais duas vezes: em 1981, com “I ragazzi che si amano”, e em 1984, com “Quanto ti amo”.
Nos anos 90 contam com a colaboração de diversos músicos que participam das atividades da banda, dando origem a experiências com novos sons. 
Em 2003 lançam o álbum "Abitudini e no", tido como musicalmente aberto, sofisticado, mesclando jazz e funk em algumas canções, enquanto outras estão trazem melodias e ritmos italianos.
Em 2010 lançam um  CD duplo ao vivo contendo músicas  inéditas como "Non ti dimenticherò" , que também deu nome ao álbum. O concerto foi gravado em agosto de 2009, em Muro Leccese.